# 편년체
편년체(編年體)는 한자 문화권에서 역사책을 쓸 때 사용되는 체제이다. 역사적 사실을 연, 월, 일 순으로 기록하는 것으로 동양에서 가장 보편적이고 전통적인 방법이다. 현존하는 편년체 사서 중 가장 오래된 것은 공자(孔子)가 노나라의 역사를 쓴 《춘추(春秋)》이다.
한자 문화권에 한정되지 않고, 역사적 사실을 순서대로 기록한 책을 가리켜 연대기(年代記)라고 부른다.

## 특징
역사적 사실을 날짜 순으로 기록한다. 연도 및 날짜를 기록하는 방법에 따라 형식이 조금씩 달라진다. 전한(前漢)의 무제(武帝)가 연호(年號)를 사용하기 전까지는 왕의 재위년이 연도를 세는 기준으로 사용되었다. 재위년 및 연호와 별도로 육십갑자가 연도의 기준으로 사용되기도 했다. 일반적으로 재위년 또는 연호와 육십갑자가 병기된다.
기전체(紀傳體) 사서의 〈본기(本紀)〉나 〈세가(世家)〉는 대부분 편년체로 기록되었다. 또한 사관(史官)이 기록하는 모든 1차 사료는 편년체이다. 특히 수(隋), 당(唐) 때에는 각 왕의 실록(實錄)이 편찬되었는데, 실록도 대부분 편년체로 기록된다. 북송 때 사마광(司馬光)은 주(周)에서 오대십국 시대까지의 통사(通史)를 편년체로 기록한 《자치통감(資治通鑑)》을 편찬하였고, 남송(南宋) 때 주희(朱熹)는 《자치통감》을 편년체의 일종인 강목체(綱目體)로 다시 쓴 《자치통감강목(資治通鑑綱目)》을 편찬하였다. 편년체는 《자치통감》으로부터 대중적으로 읽히는 사서로 널리 사용되었다.
편년체는 특별한 주제가 없이 모든 사건이 날짜 순으로 기록되기 때문에 특정한 사건을 전체적으로 파악하기 어렵고 연대가 확실하지 않은 자료를 싣기 어렵다. 또한 모든 사건을 동등한 순위로 다루기 때문에 기록이 복잡해지는 단점이 있다. 이를 보완하는 체제로 볼 수 있는 것이 강목체이다.

## 한국의 주요 편년체 사서
- 삼국시대의 사서로서 이름만 전해지는 《유기(留記)》, 《신집(新集)》, 《서기(書記)》, 《국사(國史)》 등은 편년체 사서로 추측된다.
- 고려시대에는 사관(史官)을 두고 역사 기록을 남겼는데, 이를 모아 실록을 편찬하였다. 현종 때 최초로 편찬된 《칠대실록(七代實錄)》 이후 모든 고려 왕의 실록이 편년체로 편찬되었다. 현재는 전하고 있지 않다.
- 《조선왕조실록》은 《세종실록》을 제외하고 모두 편년체로 편찬되었다. 《세종실록》은 편년체로 기록된 부분과 함께 〈오례(五禮)〉, 〈악보(樂譜)〉, 〈지리지(地理志)〉, 〈칠정산(七政算)〉과 같은〈지(志)〉를 포함하고 있다.
- 기전체로 기록된 《고려사》와 함께 《고려사절요(高麗史節要)》가 편년체로 편찬되었다. 정사(正史)인 《고려사》를 보완하는 의미를 가진다. 같은 목적으로 《삼국사절요(三國史節要)》도 편찬되었다.
- 조선 후기에는 강목체로 쓴 사찬(私撰) 사서들이 많이 편찬되었다.

## 같이 보기
- 기전체
- 강목체
- 기사본말체